# Dioscorea bulbotricha
Dioscorea bulbotricha là một loài thực vật có hoa trong họ Dioscoreaceae. Loài này được Hand.-Mazz. mô tả khoa học đầu tiên năm 1908.